# هلمشتورف (شلسویگ-هولشتاین)
هلمشتورف (به آلمانی: Helmstorf) یک شهر در آلمان است که در Plön (District) واقع شده‌است. هلمشتورف ۳۳۰ نفر جمعیت دارد.